# Ісланова Рауза Мухамеджанівна
Рауза Мухамеджанівна Ісланова (нар. 8 лютого 1948) — радянська і російська тенісистка, тренерка. Майстер спорту СРСР міжнародного класу.

## Біографія
Народилася в 1948 році. Почала грати в теніс у 10-річному віці. Перший тренер — К. Борисов, згодом також тренувалася у С. Мірзи і З. Черятової. Виступала за ДСТ «Спартак».
Чемпіонка СРСР (1965-66) серед дівчат в одиночному розряді. Чемпіонка Спартакіади народів СРСР 1967 складі збірної команди Москви. Фіналістка чемпіонатів СРСР в одиночному (1969) і парному (1967) розрядах. Володарка Кубка СРСР (1969) у складі команди «Спартак» (Москва). Переможниця Всесоюзних зимових змагань (1971) в парі. Чемпіонка ВЦРПС в одиночному і парному розрядах (1973). Чемпіонка Москви в одиночному розряді (1971 — зима) і міксті (1971 — літо). Абсолютна чемпіонка ДСТ «Спартак» (1968). Володарка «Кубка СУАБ» (1968) у складі збірної команди СРСР. Фіналістка відкритого чемпіонату ОАР (1967) в міксті. Переможниця Зимового міжнародного турніру 1976 одиночному розряді. Входила в десятку найсильніших тенісисток СРСР (1967-76); найкраще місце — п'ята (1968). У 1976 році була удостоєна звання майстра спорту СРСР міжнародного класу.
Після закінчення виступів перейшла на тренерську роботу. Закінчила Російський державний університет фізичної культури, спорту, молоді та туризму. C 1976 року — тренер СДЮШОР «Спартак». Була першим тренером О. Дементьєвої, А. Мискіної, Д. Сафіної, М. Сафіна. Серед її інших вихованців — Майстри спорту СРСР В. Вітельс і О. Манапов. Під її керівництвом тенісисти «Спартака» виграли «Кубок Reebok» (1996) і були фіналістами розіграшу кубка (1998).
Двічі лауреат тенісної премії «Російський кубок» (1998: в номінації «Кращий дитячий тренер» ; 2008: «Кращий тренер Росії 2008 року»).

### Родина
Чоловік — Мубін Олексійович Сафін, директор тенісного клубу в Москві.
Діти — відомі російські тенісисти Марат Сафін і Динара Сафіна.